# Ви мені писали...
«Ви мені писали…» (рос. «Вы мне писали...») — радянський художній фільм 1976 року, знятий на кіностудії «Мосфільм».

## Сюжет
Після циклу бесід про добро і красу ведучий телепередачі отримав безліч листів від глядачів. Одне з них — від Ніни Журавльової з міста N: «Ви один можете мені допомогти…». І Звягін відправляється в обласне місто N, щоб знайти жінку, яка написала лист, і зробити про неї передачу на тему: «Що людині треба для щастя?».

## У ролях
- Андрій Мягков — Юрій Звягін, телеведучий передачі «Ви мені писали…»
- Анастасія Вознесенська — Ніна Журавльова
- Алла Богіна — Ніна Іллівна Журавльова
- Ніна Ургант — Ніна Миколаївна Журавльова, актриса Петрашевська
- Ірина Корабльова — Ніна Журавльова, наречена
- Катерина Кузнецова — Ніна-школярка
- Євгенія Сабельникова — Іра, помічниця режисера
- Катерина Васильєва — Міла, тележурналістка
- Тамара Дегтярьова — Галя, подруга Ніни
- Анатолій Ведьонкин — Льоша
- Микола Рачинський — Володимир Журавльов
- Олімпіада Калмикова — Таїсія Федорівна, працівниця фабрики
- Петро Щербаков — Петро Іванович, директор фабрики
- Борис Токарєв — Слава, жених Ніни
- Валентина Березуцька — Ніна
- Віра Бурлакова — Віра, працівниця фабрики
- Наталія Гурзо — працівниця Держдовідки
- Людмила Іванова — Євгенія Анатоліївна, чергова в готелі
- Георгій Куликов — Олександр Іванович, батько Ніни Журавльової, нареченої
- Віктор Лакірєв — Василь Павлович, режисер телебачення
- Олександр Лебедєв — Іван Матвійович, завідувач магазином
- Євгенія Мельникова — свекруха Ніни Іллівни Журавльової
- Валентин Перкін — Вадик, музикант
- Олександр Пороховщиков — Віктор, лікар
- Олена Рубцова — мати Юрія
- Володимир Суворов — хлопець в гуртожитку з праскою
- Станіслав Холмогоров — епізод
- Геннадій Фролов — гість на весіллі
- Віктор Махмутов — відвідувач виставки
- Світлана Степанова — співробітниця на телебаченні
- Тетяна Ігнатова — співробітниця на телебаченні
- Лариса Барабанова — Люда Гончарова, працівниця фабрики
- Ольга Токарєва — подруга Ніни, на весіллі

## Знімальна група
- Режисер — Аїда Манасарова
- Сценарист — Анатолій Гребнєв
- Оператор — Генрі Абрамян
- Композитор — Микола Сидельников
- Художник — Наталія Мєшкова